# Schlacht von Jaquijahuana
Eroberung: 
Cajamarca • 
Jauja • 
Vilcaconga • 
Cusco (Eroberung) • 
Maraycalla • 
Cusco (Belagerung) • 
Ollantaytambo

Bürgerkriege: 
Abancay • Las Salinas • Chupas • Iñaquito • Huarina • Jaquijahuana

Die Schlacht von Jaquijahuana fand am 9. April 1548 in der Ebene von Jaquijahuana  (auch Xaquixaguana oder Sacsahuana), 25 km von Cusco entfernt statt. Die königstreuen Truppen besiegten die rebellierenden spanischen Konquistadoren um Gonzalo Pizarro, weil große Teile von Pizarros Heer zu ihnen überliefen. Pizarro und sein Heerführer Francisco de Carvajal wurden gefangen genommen und am folgenden Tag hingerichtet. Damit war die Zeit der Bürgerkriege weitgehend beendet, und das Vizekönigreich Peru konnte sich stabilisieren.

## Hintergrund
Nach der Ermordung von Francisco Pizarro 1541 war die Verwaltung des eroberten Inkareiches von den Conquistadoren auf Amtsträger aus Spanien übergegangen. Pizarros Gouvernement „Neukastilien“ wurde Teil des neu gegründeten Vizekönigreichs Peru. Als der erste Vizekönig, Blasco Núñez de Vela, die „Neuen Gesetze“ zum Schutz der Indios kompromisslos durchsetzen wollte, protestierten die Conquistadoren, die als encomenderos zuvor Indianer als Arbeitskräfte zugeteilt bekommen hatten.  Für sie war das Land nur in Verbindung mit den Indianern von Wert. Der Protest mündete in eine Rebellion unter der Führung von Francisco Pizarros Bruder Gonzalo, die sich über Peru bis hin nach Panama ausbreitete und bei der der Vizekönig den Tod fand.
Der spanische König Karl I. setzte daraufhin den Priester und Juristen Pedro de la Gasca als Präsidenten der Real Audiencia von Lima mit Vollmachten eines Vizekönigs ein und schickte ihn – ohne militärische Unterstützung – nach Südamerika. Diesem gelang es, Stück für Stück die Loyalität der Spanier zunächst in Panama und dann in Lima zu gewinnen. Nachdem Pizarro ein Amnestieangebot ausgeschlagen hatte, kam es 1547 in der Schlacht bei Huarina zu einer ersten militärischen Auseinandersetzung, die Pizarro für sich entscheiden konnte. In der Folge sammelte La Gasca aber eine Streitmacht, und immer mehr Spanier wechselten auf die Seite des Königs.

## Die Schlacht
Die königlichen Truppen zogen von Jauja aus Pizarro entgegen, der in Cusco residierte. Nach schwieriger Durchquerung der Apurímac-Schlucht erreichten sie weitgehend unbehelligt die Hochebene. Gonzalo Pizarros Armee war zahlenmäßig unterlegen, aber besser positioniert: Man lagerte in einem geschützten Tal und hatte das nahe Cusco als Nachschubbasis. Dennoch verzögerte Pedro de la Gasca die Schlacht, in der Hoffnung, Pizarros Truppen würden die Fronten wechseln. In der Tat setzten sich schon in der Nacht zwei Offiziere ins königliche Lager ab, und als sich am nächsten Morgen die Heere gegenüberstanden, lösten sich Pizarros Reihen auf. Zunächst wechselte der Oidor Diego Vázquez de Cepeda auf die Seite des Königs. Ihm folgten der angesehene Sebastián Garcilaso de la Vega und weitere Hauptleute mit ihren Männern. Pizarros Heer zerfiel, und es kam nur noch zu wenigen Kampfhandlungen.

## Folgen
Gonzalo Pizarro ergab sich und wurde zum Tode durch Enthaupten verurteilt. Das Urteil wurde am folgenden Tag vollstreckt.